# Tomonaga-Luttinger-Flüssigkeit
Eine Tomonaga-Luttinger-Flüssigkeit (benannt nach Shin’ichirō Tomonaga und Joaquin Mazdak Luttinger), häufig auch einfach als Luttinger-Flüssigkeit bezeichnet, ist ein theoretisches Modell zur Beschreibung von wechselwirkenden Elektronen (oder anderen Fermionen) in einem eindimensionalen elektrischen Leiter (z. B. Quantendrähte wie Kohlenstoffnanoröhren). Ein solches Modell ist nötig, da das gewöhnlich benutzte Modell der Fermi-Flüssigkeit in einer Dimension versagt.
Man nimmt an, dass das Luttinger-Modell das universelle Verhalten bei niedrigen Frequenzen (langen Wellenlängen) eines jeden eindimensionalen Systems wechselwirkender Fermionen beschreibt (sofern dieses nicht einen Phasenübergang in einen anderen Zustand ausgeführt hat).
Tomonaga studierte 1950 eindimensionale Systeme geladener Fermionen und sagte deren Beschreibung durch Bosonen voraus (wie schon, wie sich später erwies, Pascual Jordan in den 1930er Jahren im Versuch einer Neutrino-Theorie des Lichts). Luttinger stellte 1963 (ohne die Arbeit von Tomonaga zu kennen) ein spezielles exakt lösbares Modell vor und Elliott Lieb und Daniel Mattis klärten dessen exakte Lösbarkeit durch Bosonisierung. Der Name Luttinger-Flüssigkeit wurde 1981 durch F. Duncan M. Haldane geprägt.

## Eigenschaften
Zu den wesentlichen Eigenschaften einer Luttinger-Flüssigkeit zählen:
- Die Antwort der Ladungs- oder Teilchendichte auf eine äußere Störung sind Dichtewellen (Plasmonen), deren Geschwindigkeit durch die Stärke der Wechselwirkung und die mittlere Dichte bestimmt wird. Für nichtwechselwirkende Systeme ist diese Ausbreitungsgeschwindigkeit gleich der Fermi-Geschwindigkeit, während sie bei abstoßender (anziehender) Wechselwirkung zwischen Fermionen größer (kleiner) als diese ist.
- Ebenso gibt es Spindichtewellen, deren Geschwindigkeit in erster Näherung der Fermi-Geschwindigkeit entspricht. Diese pflanzen sich unabhängig von den Ladungsdichtewellen fort. Man spricht daher von Spin-Ladungs-Trennung.
- Ladungs- und Spinwellen sind also separate elementare Anregungen der Luttinger-Flüssigkeit, im Gegensatz zu den Quasiteilchen der Fermi-Flüssigkeit, die sowohl Spin als auch Ladung besitzen. Die mathematische Beschreibung geschieht am einfachsten mittels dieser Wellen. Man löst die eindimensionale Wellengleichung, und ein Großteil der Arbeit besteht darin, zurück zu transformieren um die Eigenschaften der Teilchen zu erhalten. Eine weitere Schwierigkeit besteht in der Behandlung von Störstellen und anderen Fällen, in denen die Rückstreuung (engl. backscattering) eine wesentliche Rolle spielt.
- Selbst am absoluten Nullpunkt ändert sich die Impulsverteilung der Teilchen nirgends abrupt, im Gegensatz zur Fermi-Flüssigkeit, wo deren Unstetigkeit die Fermi-Fläche definiert.
- Die impulsabhängige Spektralfunktion weist keinen Quasiteilchen-Peak auf (also keinen Scheitel, dessen Breite oberhalb des Fermi-Niveaus viel kleiner wird als die Anregungsenergie). Stattdessen gibt es eine algebraische Singularität mit einem nicht-universellen Exponenten, der von der Stärke der Wechselwirkung abhängt.
- In der Nähe von Störstellen treten die üblichen Friedel-Oszillationen der Ladungsdichte mit einem Wellenvektor von {\displaystyle 2k_{F}} auf. Für große Abstände {\displaystyle x} von der Störstelle verschwinden diese {\displaystyle \sim 1/|x|^{g}}, wobei der Exponent {\displaystyle g} von der Wechselwirkung abhängt ({\displaystyle g=1} für eine Fermi-Flüssigkeit).
- Bei niedrigen Temperaturen ist die Streuung an diesen Friedel-Oszillationen so stark, dass die renormierte effektive Stärke der Störstelle unendlich wird und damit den Quantendraht abschnürt. Genauer gesagt: die Leitfähigkeit geht mit abnehmender Temperatur und angelegter Spannung gegen Null (und folgt dabei einem Potenzgesetz, dessen Exponent von der Wechselwirkung abhängt)
- Ebenso ist bei kleinen Spannungen und Temperaturen die Tunnelrate in die Luttinger-Flüssigkeit unterdrückt.

## Anwendungen
Zu den physikalischen Systemen, von denen man glaubt, dass sie sich mit dem Luttinger-Modell beschreiben lassen, zählen:
- künstliche Quantendrähte (eindimensionale Elektronenstreifen), die zum Beispiel mit Hilfe einer Gate-Spannung in einem zweidimensionalen Elektronengas erzeugt werden (oder auch lithographisch, oder Rasterkraftmikroskop etc.)
- Elektronen in Kohlenstoffnanoröhren
- Elektronen in Randzuständen des Quanten-Hall-Effekts (und dessen gebrochenzahliger Variante)
- Elektronen, die entlang eindimensionaler Molekülketten (zum Beispiel bestimmte organische molekulare Kristalle) hüpfen (engl. hopping)
- fermionische Atome in quasi-eindimensionalen Atomfallen

Der Nachweis der charakteristischen Eigenschaften einer Luttinger-Flüssigkeit in diesen Systemen
ist ein aktuelles Forschungsgebiet der experimentellen Festkörperphysik.